# L'incontro improvviso
L'incontro improvviso (Det oväntade mötet) är en opera (dramma giocoso) i tre akter med musik av Joseph Haydn. Carl Friberth översatte och bearbetade Louis Hurtaut Dancourts libretto La rencontre imprévue, som Gluck hade tonsatt 1764.

## Historia
L'incontro improvviso var Haydns dittills största och mest ambitiösa opera. Den uppfördes den 29 augusti 1775 på slottet Esterházy i Eisenstadt med anledning av ärkehertig Ferdinands fyradagarsbesök på slottet. 
Operan är ett exempel på samtidens fascination för allt turkiskt. Musiken accentueras med sedvanliga "turkiska" instrument såsom bastrumma, cymbaler och triangel. Även inslag av dervischer förekommer i akt I. Handlingen har många likheter med Mozarts opera Enleveringen ur Seraljen (1782).

## Personer
- Ali, prins av Balsóra, förälskad i Rezia (tenor)
- Rezia, prinsessa av Persien, haremsfavorit till sultanen av Egypten (sopran)
- Balkis, en slavinna, Rezias förtrogna (sopran)
- Dardane, en slavinna, Rezias förtrogna (mezzosopran)
- Osmin, Alis slav (tenor)
- Calandro, en kringvandrande dervisch (baryton)
- Sultanen av Egypten (bas)
- Ufficiale, en officer (tenor)

## Handling
Prinsessan Rezia har tillfångatagits av sultanen av Egypten. Hennes älskade, prins Ali, ger sig av med slaven Osmin för att rädda henne. Sultanen avslöjar deras plan och hotar med hämnd men beslutar sig till sist för att skona dem och friger Rezia.